# Kaitō Pride
Kaitō Pride (怪盗プライド?, Kaitō Puraido, lett. "Il ladro Pride") è una serie televisiva anime trasmessa in Giappone su Fuji Television dal 31 maggio al 4 novembre 1965.
I 105 brevi episodi che la compongono venivano trasmessi al ritmo di uno al giorno per cinque giorni alla settimana, così da costituire ogni settimana l'equivalente di una puntata canonica.
Inizialmente trasmessa in bianco e nero, fu ricolorata in previsione della sua distribuzione internazionale, che avvenne col titolo Dr. Zen. 

## Trama
Pride è un ladro geniale, che inventa elaboratissimi congegni per mettere a segno i suoi colpi. Sulle sue tracce sta il giovane detective Check, aiutato dai suoi amici.